# 羅夫·科普蘭
羅夫·科普蘭（Ralph Copeland，1837年9月3日—1905年10月27日），蘇格蘭天文學家，第三個蘇格蘭皇家天文學家。

## 生平
1837年9月3日，羅夫·科普蘭出生於蘭開郡活布倫頓附近的「荒野農場」，年少時就讀於卻克咸文法學校。他後來到了澳洲花了五年時間發現他的興趣－天文學。 1858年，他返回祖家找到了有關工程的工作。
為了提高他對天文學的興趣，他建造了一個小型的天文台並且放棄了工程的工作，後來前往德國哥廷根大学學習天文學。他以第三代羅斯伯爵威廉·帕森思的庇護人身分回到英國，並帶來了德國的天文學技術，更聘請很多德國的天文學家作為助手，譬如奧斯瓦爾德·洛許（Oswald Lohse）。
科普蘭後來在爾卡瑞斯伯爵的Dun Echt觀察所工作。他是一個勤勞的旅行家，遠征全世界，并且在1874年及1882年從毛里求斯及智利到格陵蘭的其他天文觀測站觀察了金星的轉變。
1889年1月29日，他成為蘇格蘭皇家天文學家，並第一次到愛丁堡的天文臺宮工作。他被委派去為新的天文台尋找合適地點。最後他選了布萊克弗德山。他以前的捐助人卡萊弗德伯爵從Dun Echt觀察所捐助了一些天文儀器。新的天文台終於在1896正式落成。
1905年10月27日，羅夫·科普蘭逝世，被安葬於愛丁堡的晨邊墓地。

## 家族
科普蘭曾經結婚兩次，擁有6名子女。他能操流利法語、德語及波斯語。

## 科學發現
科普蘭多年來發現35個NGC天體，大部分都是利用第三代羅斯伯爵威廉·帕森思的72度反射望遠鏡來發現的。在Dun Echt觀察所和遠征安地斯的時候，利用光譜學發現了一些行星状星云。獅子座內的7個星系組成著名的科普蘭七重奏: NGC 3745、NGC 3746、NGC 3748、NGC 3750、NGC 3751、NGC 3753、NGC 3754。

## 遺產
科普蘭山位於加拿大不列顛哥倫比亞省雷夫爾斯托克西北部的莫納希山脈，於1939年以他的名字命名，科普蘭山脊（科普蘭山為其峰頂）和附近的科普蘭溪也是如此。

## 延伸閱讀
- Dreyer, J. L. E. . Monthly Notices of the Royal Astronomical Society. 1906, 66 (4): 164–174. Bibcode:1906MNRAS..66..164.. doi:10.1093/mnras/66.4.164 .